# Pekka Kivalo
Pekka Kivalo (till 1935 Mittler), född 6 januari 1919 i Åbo, död 12 januari 2017 i Helsingfors, var en finländsk kemiingenjör. Han var bror till Erkki Kivalo.
Kivalo blev student 1939, diplomingenjör 1947 och teknologie doktor vid Åbo Akademi 1954. Han var kemist vid Åbo klädesfabrik 1947–1948, forskningsassistent hos professor Anders Ringbom 1948–1950 och 1953–1955 och assistent vid Statens tekniska forskningscentral 1955–1956, forskningsassistent vid University of Illinois at Urbana-Champaign 1950–1953, docent och tillförordnad professor vid Tekniska högskolan i Helsingfors 1956–1958 och professor i fysikalisk kemi där 1958–1971. Han författade bland annat Polarographic Processes Involving Chemical Reaction (akademisk avhandling, 1954) och invaldes som ledamot av Finska Vetenskapsakademien 1963.